# Cape Town
Cape Town (afrikaans, nederlandsk: Kaapstad, engelsk: Cape Town, (ældre) dansk: Kapstaden) er det næststørste metropolområde i Sydafrika med 3,7 mio. kr. indbyggere. Durban er tredjestørst og har med knap 3,5 milloner indbyggere ca. samme indbyggertal som Cape Town, mens Johannesburg er størst med 4,5 mio. indbyggere. Kapstaden er hovedby i Vest-Kapprovinsen og samtidig sæde for Sydafrikas parlament (og således den ene af landets tre hovedstæder). Byen ligger nord for Kap Det Gode Håb (afrikaans: Kaap Die Goeie Hoop) 

## Historie
Byen blev grundlagt af nederlandske kolonister i 1652 under ledelse af Jan van Riebeeck på vegne af det Nederlandske Ostindiske Kompagni (Vereenigde Oostindische Compagnie, VOC).

Området havde været benyttet af portugisiske skibe siden Vasco da Gama første gang passerede i 1497. VOC etablerede Kapstaden ud fra et ønske om at sikre sejlruten til kompagniets betydelige besiddelser i Indien og Indonesien. Kapstaden forblev en nederlandsk besiddelse indtil napoleonskrigene, hvor byen og Kapkolonien i flere omgange blev besat af britiske tropper. Ved Wienerkongressen i 1814 afstod Nederlandene Kapstaden og Kapkolonien til Storbritannien, der ligeledes havde en interesse i at sikre sejlruten til Britisk Indien.

## Sejlads i dag
Fra havnen i Cape Town sejler båd til og fra den kendte 'fængsels-ø' Robben Island, hvor bl.a. Nelson Mandela i mange år sad fængslet.